# کریستال گیل
کریستال گیل (انگلیسی: Crystal Gayle؛ زادهٔ ۹ ژانویهٔ ۱۹۵۱) خوانندگی، هنرپیشه، تهیه‌کننده، ترانه‌سرا اهل ایالات متحده آمریکا است. وی از سال ۱۹۷۰ میلادی تاکنون مشغول فعالیت بوده‌است.